# Eutaryk
Eutaryk, Eutaryk Celliga, Flavius Eutharicus Celliga (zm. najprawdopodobniej 522 lub 523 r.) – gocki (ostrogocki i wizygocki) następca tronu, konsul w 519 r., zięć Teodoryka Wielkiego (jako małżonek Amalasunty), ojciec Atalaryka i Matasunty, adoptowany syn (Waffensohn) cesarza Justyna I; arianin.

## Kwestia pochodzenia i daty narodzin

### Pochodzenie
Zgodnie z przekazem Jordanesa przedstawionym na kartach Getiki Eutaryk miał być synem Weteryka (utożsamianego niekiedy w starszej literaturze z Widimirem, stryjem Teodoryka Wielkiego) – Amala żyjącego w państwie wizygockim od lat 20. V w. (418 r. lub 427 r.) lub od ok. 450 r. Prawdopodobnie Weteryk był ojcem Eutaryka, jednak w rzeczywistości jego przynależność do rodu Amalów nie jest poparta żadnymi dowodami, choć jednostkowo uznawana. Sama chronologia „młodszej linii Amalów” jest jednak problematyczna. Propozycja poprawienia przekazu Kasjodora/Jordanesa i uznanie, że w tymże przekazie nie chodzi o dziada Eutaryka Beremuda, ale o jego matkę — Beremudę, chociaż poprawna z językowego punktu widzenia nie bierze jednak pod uwagę faktu, że Kasjodor musiał znać dobrze stosunki rodzinne Eutaryka, a i przekaz Jordanesa mówi o staraniach o objęcie tronu wizygockiego przez Beremuda.
Istnieje również hipoteza — oparta na przekazie Gesta Theodorici — że Eutaryk (wówczas chyba Eotaryk) miał pochodzić z plemienia Alanów (ex Alanorum stirpe) i był możnym silnie zasymilowanym w świecie wizygockim.

### Data narodzin
Nie jest znana data narodzin Eutaryka. Kasjodor w Variach określa go jako niemal równego wiekiem (łac. paene aequaevus) cesarzowi Justynowi I (urodzonemu ok. 450 r.), co jednak jest interpretowane raczej jako pewien przedział wiekowy (starość), a tym samym wskazuje na narodziny ok. 470 r. Z kolei Jordanes w Getice przy opisie wydarzeń roku 515 używa określenia „młodość” (łac. iuvenili aetate). Możliwe hipotetyczne rozwiązanie tej niezgodności jest takie, że Kasjodor w swojej historii Gotów mógł nie podać wieku, a Jordanes, dokonując skrótu, uznał, że Eutaryk w momencie zawierania związku małżeńskiego powinien być osobą młodą. Sama wiarygodność listu uznawana jest za większą niż przekaz Jordanesa.

## Przed ślubem z Amalasuntą (do 515)
Według przekazu Jordanesa Eutaryk miał zostać odnaleziony przez Teodoryka Wielkiego w Hiszpanii, niedługo po objęciu przez władcę Ostrogotów opieki nad Amalarykiem (511 r.) lub też już w 507 r., a bezpośrednim powodem zainteresowania nim ze strony Teodoryka miało być odkrycie poczynione przez tego ostatniego, że na Półwyspie Iberyjskim również żyją potomkowie Amala. To „odnalezienie” było w ówczesnej sytuacji niezbędne dla zjednoczenia obu odłamów Gotów pod władzą jednego króla, a Eutaryk jako „Wizygot o amalskiej krwi” był najodpowiedniejszym kandydatem możliwym do uznania przez oba ludy. Amalski rodowód Eutaryka został zapewne stworzony ex post (być może przez Kasjodora w 519 r.), a jego sfabrykowanie było niezbędne, ponieważ krew amalska była niezbędnym warunkiem objęcia tronu. Wysunięto również hipotezę, że być może Eutaryk i Amalasunta pozostawali w zbyt bliskich związkach pokrewieństwa (rodzeństwo stryjeczne), by, pozostając w zgodzie z prawem kanonicznym, zawrzeć związek małżeński (dopuszczalny i praktykowany wśród Germanów). Chcąc ukryć ten fakt, miano spreparować amalską genealogię, w którą wprzęgnięto Hermanaryka jako założyciela jednej z gałęzi.

## Małżeństwo z Amalasuntą
Po przybyciu do italskiej Rawenny w 515 r. Eutarykowi została oddana za żonę Amalasunta. Decyzja jej ojca, Teodoryka Wielkiego, o tym mariażu miała nastąpić właśnie dzięki amalskiemu pochodzeniu pana młodego (choć zwraca się uwagę również na aspekt religijny — arianizm tegoż), a samo małżeństwo miało być podstawą do akceptacji jego pozycji przez Ostrogotów. Istotne jest, że do ślubu doszło zapewne jeszcze przed osiągnięciem pełnoletniości przez Amalaryka, co zdaje się świadczyć, że już wówczas to Eutaryk został namaszczony, by po Teodoryku Wielkim objąć oba trony (ostrogocki — pomimo istnienia siostrzeńca Teodoryka Wielkiego, Teodahada — i wizygocki), chociaż kwestia jego następstwa u Wizygotów bywa dyskusyjna. Jak dalece był to całkowicie pomysł teścia, a w jakim stopniu silnie promującego arianizm samego Eutaryka, nie da się określić.

### Aspekt symboliczny tego związku
To małżeństwo miało, idąc za Getiką, wymiar symboliczny — za jego sprawą doszło do „połączenia” dwóch linii Amalów — potomków Wultuulfa (Teodoryk Wielki, Amalasunta) i Hermanaryka (Eutaryk), a tym samym do unifikacji linii rządzących w przeszłości Ostrogotami. Silne podkreślanie amalskiego pochodzenia Eutaryka miało na celu wzmocnienie jego pozycji i zapewnienie podstaw legitymizujących rządy Eutaryka po śmierci teścia. Według koncepcji, najprawdopodobniej Kasjodora, objęcie przez Eutaryka schedy po Teodoryku Wielkim miało legitymizować wspólną władzę nad oboma odłamami Gotów, rozumianych jako jedność, a tym samym stanowić powrót do (będącej wytworem autora) sytuacji sprzed najazdu Hunów. Prawa do rządów nad Wizygotami miały przysługiwać Eutarykowi, ponieważ jego przodkowie mieli (oprócz faktycznych rządów Amalów nad Ostrogotami) mieć możliwość już w przeszłości objęcia władzy nad tym pierwszym ludem (Beremud). Małżeństwo to odzwierciedlało teodorycjańską wizję dynastii Amalów i miało zabezpieczyć jej miejsce w politycznej rzeczywistości cesarstwa. Z drugiej strony promowanie outsidera (obcego na gruncie italskim), którym niewątpliwie był Eutaryk, i związanie go z rodziną poprzez małżeństwo pozwalało Teodorykowi Wielkiemu uniknąć niebezpiecznych z jego punktu widzenia związków rodzinnych z gocką arystokracją. Wzrost znaczenia Eutaryka, który był arianinem, spowodował również zwiększenie znaczenia stronnictwa proariańskiego na dworze jego teścia.

### Potomstwo
Z małżeństwa z Amalasuntą Eutaryk dochował się dwójki znanego potomstwa: syna Atalaryka, przyszłego króla Ostrogotów, urodzonego w 516 lub 518 r. oraz urodzonej ok. 518 r. córki Matasunty, żony Witigesa, króla Ostrogotów, a następnie Germanusa, wojskowego, bratanka cesarza Justyniana I.

## Konsulat
W podobnym duchu niezbędnej legitymizacji Eutaryka jako swego następcy działał Teodoryk Wielki w stosunku do cesarstwa. Po objęciu władzy przez Justyna I władca Ostrogotów uzyskał uznanie swoich praw sukcesyjnych (wnosił o to już do poprzednika cesarza, Anastazjusza). Stało się to możliwe ze względu na zakończenie wówczas schizmy akacjańskiej. Tym samym król Ostrogotów uzyskał gwarancję niezależności dla siebie i swoich następców w zamian za jedynie nominalną zwierzchność cesarstwa nad Gotami. Dzięki temu mogło dojść wówczas również do adopcji Eutaryka przez cesarza jako „syna po broni” (łac. per arma filius, niem. Waffensohn). Można tę ceremonię rozpatrywać jako uroczystość łączącą w sobie germański zwyczaj przekazania broni (niem. Waffengabe) z rzymskim obyczajem adopcyjnym lub też jako po prostu wojskowy zwyczaj z terenów przygranicznych. Jednak nie miała ona jako taka mocy prawnej na gruncie prawa rzymskiego. Eutaryk otrzymał wówczas także rzymskie obywatelstwo, miano (Flavius Eutharicus Celliga) oraz został desygnowany do sprawowania konsulatu w roku 519 razem z Justynem I (jako pierwszy z pary — konsul Zachodu), co było wielkim wyróżnieniem. Tym samym Eutaryk posiadł wszystkie niezbędne elementy legitymizujące go jako następcę Teodoryka Wielkiego (Amal, desygnacja poprzednika, adopcja przez cesarza, obywatelstwo rzymskie, konsulat) w Italii, Galii i Hiszpanii. Do inauguracji konsulatu doszło 1 stycznia 519 r. w Rzymie. Z tej okazji miała miejsce uroczystość — utrzymujący z władcą ostrogockim dobre stosunki Wandalowie (król Trasamund) tradycyjnie przesłali na igrzyska w Rzymie dzikie zwierzęta, senatorów zaś obsypano honorami. Podobne igrzyska (z wyścigami rydwanów) miały miejsce po powrocie Eutaryka na dwór teścia do Rawenny. Pomimo rzymskiego przepychu przekaz tych uroczystości był jednoznacznie gocki i dynastyczny. Być może z tej okazji nastąpiła emisja przez Teodoryka Wielkiego monet, łącząca w sobie symbolikę gocką (orzeł) z tradycyjnymi symbolami rzymskimi.
Dodatkowo z okazji tego wydarzenia Kasjodor stworzył tradycyjny panegiryk na cześć konsula, wygłoszony przy uroczystym wejściu Eutaryka do senatu w roku 518 lub 519 r., a także rozpoczął pracę nad zleconą i przeznaczoną dla niego kroniką (której punktem kulminacyjnym miał być właśnie rok 519) oraz, być może, historią Gotów. Kasjodor gratulował w swojej kronice Eutarykowi osiągniętych zaszczytów (konsulat, cesarska adopcja), podkreślił też radość Gotów i Rzymian z tych wydarzeń. Szczególnie akcentował niewojskowy aspekt uhonorowania Eutaryka konsulatem, podobnie też czynił w panegiryku, przyrównując go do wielkich konsulów z przeszłości. Jordanes, możliwe że podążając za przekazem Kasjodora, przydał mu określone przymioty: roztropność (prudencia) i męstwo (virtus), ściśle związane z ostrogocką ideologią plemienną.

## Rozruchy w Rawennie i śmierć
Na ten czas (519/520) przypada wzrost napięcia w stosunkach między arianami a katolikami w Italii. Bezpośrednią przyczyną wybuchu konfliktu były odmienne zapatrywania obu grup na kwestię praw Żydów do jednej z synagog w Rawennie, które kwestionowali katolicy, a uznawali arianie. Będący arianinem Eutaryk w roku 520 poparł interwencję w celu uśmierzenia tych niepokojów, co stało się powodem utraty początkowej popularności wśród ludu, a także doprowadziło do wzrostu napięć pomiędzy katolikami (którzy pałali do niego gniewem) a arianami i Żydami. Drugi fragment z Excerpta Valesiana jednoznacznie określa go (w kontekście tych wydarzeń) jako osobę złą, łącząc także z późniejszymi działaniami odwetowymi arian względem tamtejszych katolików, samo źródło jest jednak późne i tendencyjne i przekazuje obraz Eutaryka jako fanatycznego arianina, wroga prawdziwej (katolickiej) wiary. Działania Eutaryka wpisywały się jednak w kierunek polityki Teodoryka Wielkiego (wówczas nieobecnego w Rawennie), a jedyną nowością był fakt, że zadziałał on jako konsul. Sam Eutaryk uchodził za przeciwnika katolicyzmu i gockiego patriotę, był osobą uznawaną za odpowiedniego władcę w Hiszpanii, ale nie w Italii. Istnieją przesłanki, że jego rządy byłyby mniej tolerancyjne niż Teodoryka Wielkiego i doprowadziłyby do zaostrzenia nastrojów antyostrogockich wśród rzymskich elit. Eutaryk ostatecznie nie zdołał objąć władzy po Teodoryku Wielkim z powodu swojej wcześniejszej śmierci, co spowodowało upadek systemu sukcesyjnego ustanowionego przez władcę ostrogockiego. Wraz ze śmiercią Eutaryka doszło również do pogorszenia stosunków pomiędzy państwem Ostrogotów a cesarstwem.
Data śmierci Eutaryka pozostaje w sferze domysłów. W literaturze przeważnie datuje się ją na rok 522, ok. 522 lub 523, ewentualnie na oba te lata. Wyjątkowo datuje się ją nawet na 519 r.

### Źródła
- Cassiodori, Variae epistolae, ed. Th. Mommsen, Berlin 1894 (Monumenta Germaniae Historica. Auctores Antiquissimi, t. 12).
- Cassiodorus, Chronica, ed. Th. Mommsen, Berlin 1884 (Monumenta Germaniae Historica. Auctores Antiquissimi, t. 11).
- Chronica minora, ed. Th. Mommsen, vol. 1, Berlin 1892 (Monumenta Germaniae Historica. Auctores Antiquissimi, t. 9).
- Gesta Theodorici regis, ed. B. Krusch, Hannover, 1888 (Monumenta Germaniae Historica. Scriptores rerum Merovingicarum, t. 2).
- Iordanis, De origine actibusque Getarum, ed. Th. Mommsen, Berlin 1882 (Monumenta Germaniae Historica. Auctores Antiquissimi, t. 5, 1).

### Opracowania
- Amory P., People and Identity in Ostrogothic Italy, 489-554, Cambridge 2003.
- Arnold J.J., Theoderic, the Goths, and the Restoration of the Roman Empire, Ann Arbor 2008.
- Bachrach B.S., A History of the Alans in the West, Minneapolis 1973.
- Browning R., Justinian and Theodora, London 1987.
- Burns T.S., A History of the Ostrogoths, Bloomington 1984.
- Burns T.S., Theodoric the Great and the Concepts of Power in Late Antiquity, „Acta Classica”, vol. 25 (1982), 99-118.
- Bury J.B., History of the Later Roman Empire from the death of Theodosius I to the death of Justinian, t. 2, London 1958.
- Castritius H., Namenkundliche Argumentation am Beispiel der Amalersippe, „Beiträge zur Namenforschung”, Bd. 20 (1985), H. 3, s. 257–271.
- Christensen A.S., Cassiodorus, Jordanes and the History of the Goths, transl. H. Flegal, Copenhagen 2002.
- Collins R., Hiszpania w czasach Wizygotów, tłum. J. Lang, Warszawa 2007.
- Claude D., Die ostgotischen Königserhebungen, [w:] Die Völker an der mittleren und unteren Donau im fünften und sechsten Jahrhundert, ed. H. Wolfram, F. Daim, Wien 1980.
- Eckhardt K.A., Die Nachbenennung in den Königshäusern der Goten, „Südost-Forschungen” 14 (1955), s. 34-55.
- Evans J.A.S., Justynian i Imperium Bizantyńskie, tłum. B. Godzińska, Warszawa 2008.
- Heather P., Goths and Romans, 332-489, Oxford 1991.
- Kasperski R., Amalowie a Wizygoci. Kasjodor i Ablavius – dwie relacje o władzy amalskich królów na Gotami, „Studia Źródłoznawcze”, t. 47 (2009), s. 1-16.
- Marenbon J., Boethius, Oxford 2003.
- Mauskopf Deliyannis D., Ravenna in Late Antiquity, Cambridge 2010.
- O’Donnell J.J., The Ruins of the Roman Empire, London 2009.
- The Ostrogoths from the Migration Period to the Sixth Century. An Ethnographic Perspective, ed. S.J. Barnish, F. Marazzi, Woodbridge 2007.
- Strzelczyk J., Goci — rzeczywistość i legenda, Warszawa 1984.
- Wagner N., Germanische Namengebung und kirchliches Recht in der Amalerstammtafel, „Zeitschrift für deutsches Altertum und deutsche Literatur” 99 (1970), s. 1-16.
- Wolfram H., Historia Gotów, tłum. Renata Darda-Staab, Irena Dębek, Krystyna Berger, Gdańsk–Warszawa 2003.